# Карначевский сельский совет (Лановецкий район)
Карначевский сельский совет (укр. Карначівська сільська рада) — входит в состав
Лановецкого района
Тернопольской области
Украины.
Административный центр сельского совета находится в 
с. Карначевка.

## Населённые пункты совета
- с. Карначевка
- с. Шилы